# مانح

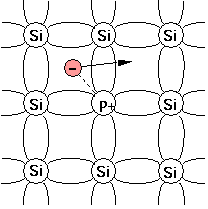

يستخدم المصطلح مانح (بالإنجليزية: Donor)‏ في فيزياء أشباه الموصلات للدلالة على ذرة مُطعِّمة حينما تضاف إلى شبه موصل تكوّن منطقة من النوع السالب (بالإنجليزية: n-type)‏.
على سبيل المثال، السيليكون لديه أربع إلكترونات تكافؤ في ذرته، فعندما نريد أن نصنع شبه موصل من النوع السالب نطعمه بمواد من المجموعة الخامسة مثل الفوسفور أو الزرنيخ والتي لديها خمسة إلكترونات تكافؤ. يسمى الفوسفور أو الزرنيخ في هذه الحالة مادة مانحة أو مانح . تقوم هذه المادة مثل الفوسفور بتكوٌين أربع روابط تساهمية مع السيليكون ولكن يتبقى إلكترون خامس لدي الفسفور يتحرك بحرٌية في البناء البلوري لمادة السيليكون ؛ ويسمي هذا الإلكترون حامل الشحنة الكهربائية.